# Goran Karadžić
Goran Karadžić (in serbo Александар Гилић?; Belgrado, 22 dicembre 1974) è un ex cestista jugoslavo.

## Palmarès
- YUBA liga: 1

Stella Rossa Belgrado: 1993-94
- Campionato polacco: 1

Śląsk Breslavia: 1999-2000